# Mercer House

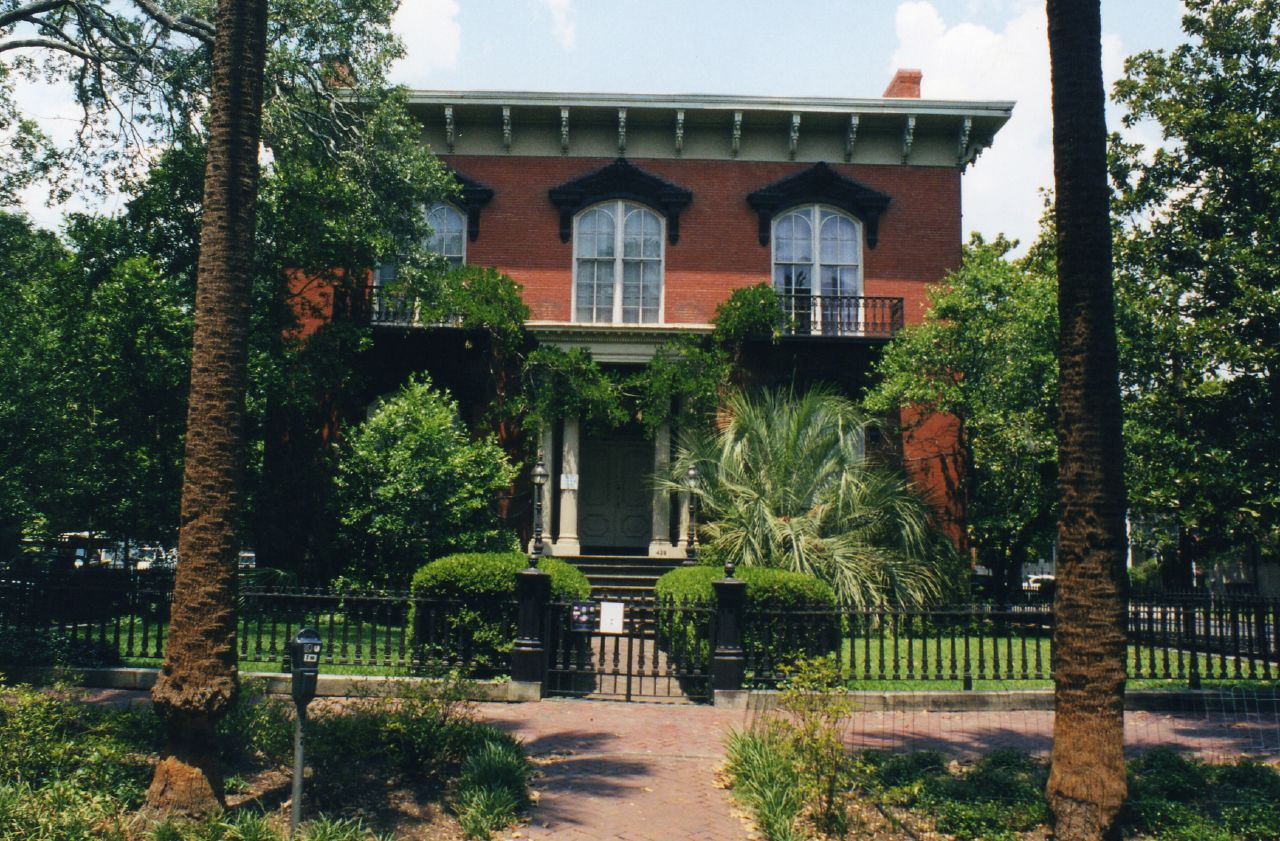
La Mercer House en 2007.

La Mercer House, connue de nos jours comme le Mercer Williams House Museum, est une demeure construite dans les années 1860, par le général Hugh Weedon Mercer. Elle est située au 429 Bull Street à Savannah en Géorgie.
La maison devint tristement célèbre par le meurtre du secrétaire de Jim Williams, Danny Hansford, dont l'histoire est la base du roman de John Berendt, publié en 1994, Midnight in the Garden of Good and Evil. La maison qui appartient aujourd'hui à Dorothy Kingery, la sœur de Williams, est ouverte au public.